# Presque Isle
Presque Isle är en stad i Aroostook County, Maine, USA, med 9 511 invånare (2000). 2010 var invånaranalet 9 692.

### Fotnoter
1. ↑  United States Census Bureau, 2010 U.S. Gazetteer Files, United States Census Bureau, 2010, läst: 9 juli 2020.[källa från Wikidata]
2. ↑  United States Census Bureau (red.), USA:s folkräkning 2020, läs online, läst: 1 januari 2022.[källa från Wikidata]
3. ↑  hämtat från: ryskspråkiga Wikipedia.[källa från Wikidata]
4. ↑  ”Community Facts” (på engelska). American Factfinder. 26 februari 2010. Arkiverad från originalet den 29 april 2016. https://web.archive.org/web/20160429033623/http://factfinder.census.gov/faces/nav/jsf/pages/community_facts.xhtml. Läst 14 februari 2016.